# Kjuloholm

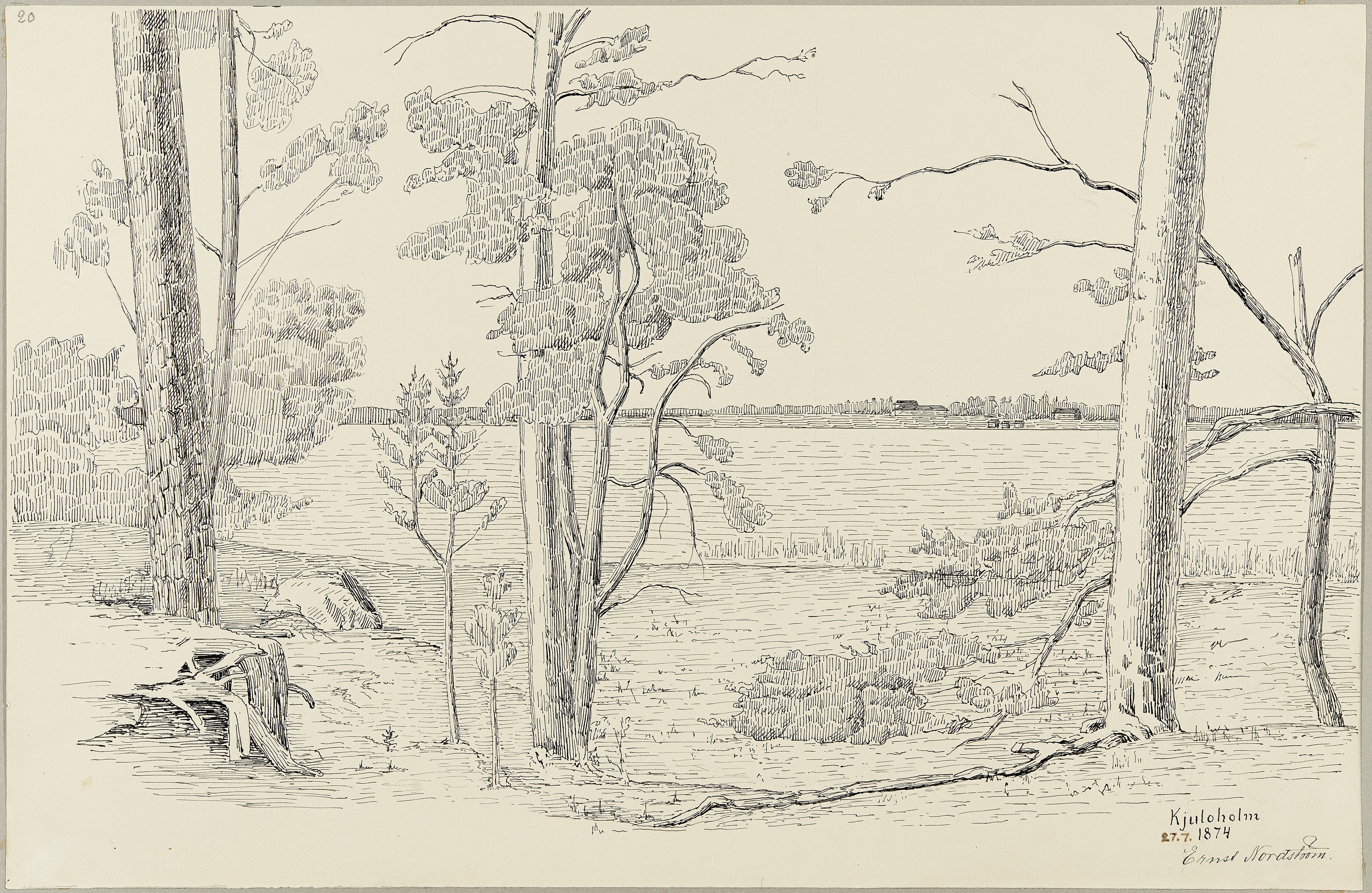
Kjuloholms gamla herrgård.

Kjuloholm (finska: Köyliönkartano; Vanhakartano, även Saris gård) är ett gods beläget på en ö med samma namn i Kjulo träsk i Säkylä kommun i landskapet Satakunta, ungefär 5 mil norr om Åbo.

## Historia

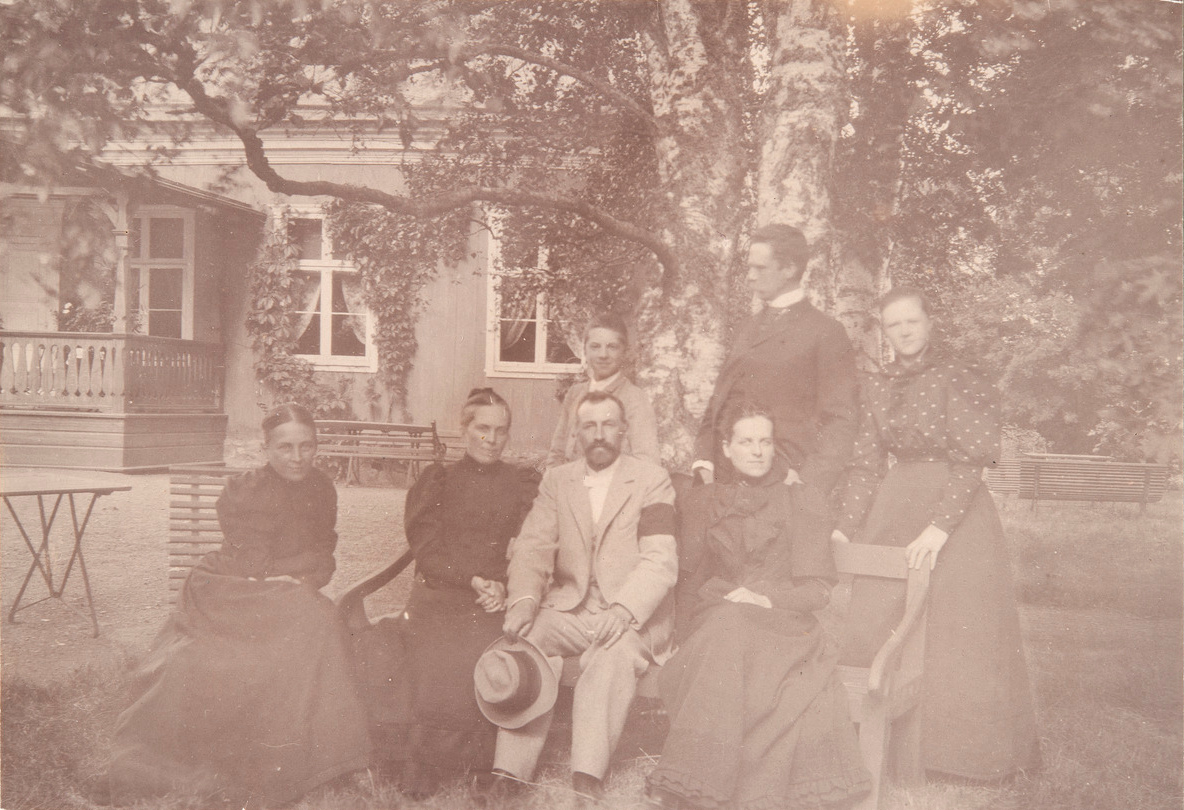
Familjen Cedercreutz på Kjuloholm.

Kjuloholm sägs vara den äldsta herrgården i Finland, ursprungligen en egendom av bonden Lalli. Enligt traditionen dräptes Biskop Henrik av Lalli på Kjulo träsks is 1156.[källa behövs]
Under medeltiden var Kjuloholm en biskopsgård. På 1530-talet omformade Gustav Vasa gården till en kungsgård, som övertogs av hertig Johan (III). Den tillhörde kronan sedan 1549 samt blev 1576 sätesgård för Johans (III) frilloson Julius Gyllenhielm. Godset tillhörde därefter ätterna De la Gardie, Kurck och Natt och Dag. Kjuloholm köptes 1746 av Herman Cedercretuz, född Tersmeden, och var från 1754 fideikommiss inom ätten Cedercreutz.
Den gamla huvudbyggnaden förstördes i brand i början av 1800-talet. Den nuvarande nyantika huvudbyggnaden är uppförd år 1817. I närheten ligger "Lallis källare", som enligt Carl Tersmeden var en mötesplats för tidiga kristna. Skelettgravar vid Kjuloholmen grävdes ut av arkeolog Nils Cleve på 1940-talet.